# Хронологія рекордів України з бігу на 3000 метрів серед чоловіків
Рекорди України з бігу на 3000 метрів визнаються Федерацією легкої атлетики України з-поміж результатів, які показали українські легкоатлети на відповідній дистанції на біговій доріжці стадіону, за умови дотримання встановлених вимог.

## Хронологія рекордів
| | Час     | Атлет                         | Місто змагань | Дата змагань | Примітки    | Відео |
| --- | ------- | ----------------------------- | ------------- | ------------ | ----------- | ----- |
| 1 | 8.37,8  | Анатолій Черемних Київ        |               | 1950         | [ 1 ]       |       |
| |         |                               |               |              |             |       |
| 2 | 8.14,2  | Іван Чернявський Черкаси      | Київ          | 23.09.1956   | [ 2 ]       |       |
| |         |                               |               |              |             |       |
| 3 | 8.08,8  | Іван Чернявський Черкаси      | Варшава       | 09.06.1957   | [ 3 ]       |       |
| Меморіал Януша Кусочинського, Стадіон Десятиріччя, ф6: 1. Здислав Кжишковяк 7.58,2. 2. Казімеж Зімний 3. Фрідріх Янке 8.04,0. 4. Вальтер Конрад 8.07,4. 5. Станіслав Озог 8.08,6. 6. Іван Чернявський 8.08,8. 7. Веліса Мугоса 8.09,8. |         |                               |               |              |             |       |
| 4 | 7.56,2  | Віктор Кудинський Київ        | Київ          | 19.07.1965   | [ 4 ] [ 5 ] |       |
| Рекорд СРСР. ф1: 1. Віктор Кудинський 7.56,2. |         |                               |               |              |             |       |
| 5 | 7.52,8  | Віктор Кудинський Київ        | Київ          | 04.07.1967   | [ 6 ]       |       |
| ф1: 1. Віктор Кудинський 7.56,2. |         |                               |               |              |             |       |
| 6 | 7.49,80 | Віталій Тищенко Київ          | Лозанна       | 10.07.1985   | [ 7 ]       |       |
| Athletissima, Стад Олімпік де ла Понтез, ф4: 1. Даг Паділья 7.38,25. 2. Стів Скотт 7.38,53. 3. Богуслав Мамінський 7.47,12. 4. Віталій Тищенко 7.49,80. 5. Феті Баккуш 7.50,02. 6. Боб Фербек 7.51,46. 7. Метт Сентровіц 7.51,89. 8. Дейв Рейд 7.52,16. 9. Алан Схарсу 7.53,03. 10. Чарльз Кіпкоеч Черуйот 7.54,32. 11. Пітер Коеч 7.55,14. 12. Крістіан Колі 8.17,19. 13. Маріус Гаслер 8.26,48. 14. Штефан Шальтеггер 8.40,94. 15. Андреас Шмід 8.41,09.                                      |         |                               |               |              |             |       |
| 7 | 7.44,55 | Сергій Лебідь Дніпропетровськ | Флурьо        | 23.05.1998   | [ 8 ]       |       |
| Friidrettsfestival, Стадіон "Флурьо", ф1: 1. Сергій Лебідь 7.44,55. 2. Джим Свеньой 7.45,37. 3. Абдеррахіи Гумрі 7.57,12. 4. Сергій Дригін 7.59,50. 5. Ойвінд Фретхейм 8.03,41. 6. Альберт Чепкуруї 8.05,78. |         |                               |               |              |             |       |
| 8 | 7.37,76 | Сергій Лебідь Дніпропетровськ | Рієті         | 05.09.1999   | [ 9 ]       |       |
| Rieti '99, Стадіон "Рауль Гвідобальді", ф4: 1. Пол Біток 7.35,82. 2. Джеймс Кімутаї Коскеї 7.36,55. 3. Алі-Саїді Сіф 7.36,97. 4. Сергій Лебідь 7.37,76. 5. Джон Косгеї 7.44,85. 6. Сімоне Дзанон 7.46,47. 7. Альберт Чепкуруї 7.47,82. 8. Гідеон Чірчір 7.48,05. 9. Лаід Бессу 7.49,36. 10. Фердінандо Вікарі 7.53,17. 11. Стівен Чероно 7.55,30. 12. Піус Малуко Мулі 7.56,31. 13. Габріеле Денард 7.58,47. Роберт Кібет DNF. Марко Мацца DNS.                                                 |         |                               |               |              |             |       |
| 9 | 7.35,06 | Сергій Лебідь Дніпропетровськ | Фонтвілль     | 19.07.2002   | [ 10 ]      |       |
| Herculis, Стадіон Луї II, ф2: 1. Бенджамін Лімо 7.34,72. 2. Сергій Лебідь 7.35,06. 3. Салах Ель Газі 7.35,71. 4. Семмі Кіпкетер 7.35,91. 5. Пол Біток 7.35,94. 6. Абрахам Чебії 7.36,11. 7. Абдеррахім Гумрі 7.36,25. 8. Мохамед Амін 7.36,52. 9. Бенджамін Майо 7.36,98. 10. Джеймс Квалія Чепкіруї 7.37,18. 11. Крейг Моттрем 7.37,30. 12. Мустафа Ессаїд 7.37,94. 13. Люк Кіпкосгеї 7.41,60. 14. Саїд Мохамед Ель Варді 7.44,96. 15. Салех Гіссу 7.45,77. Семмі Мутаї DNF. Мартін Кейно DNF. |         |                               |               |              |             |       |
| 22 роки, 252 дні від дати встановлення |         |                               |               |              |             |       |